# Cromatografia

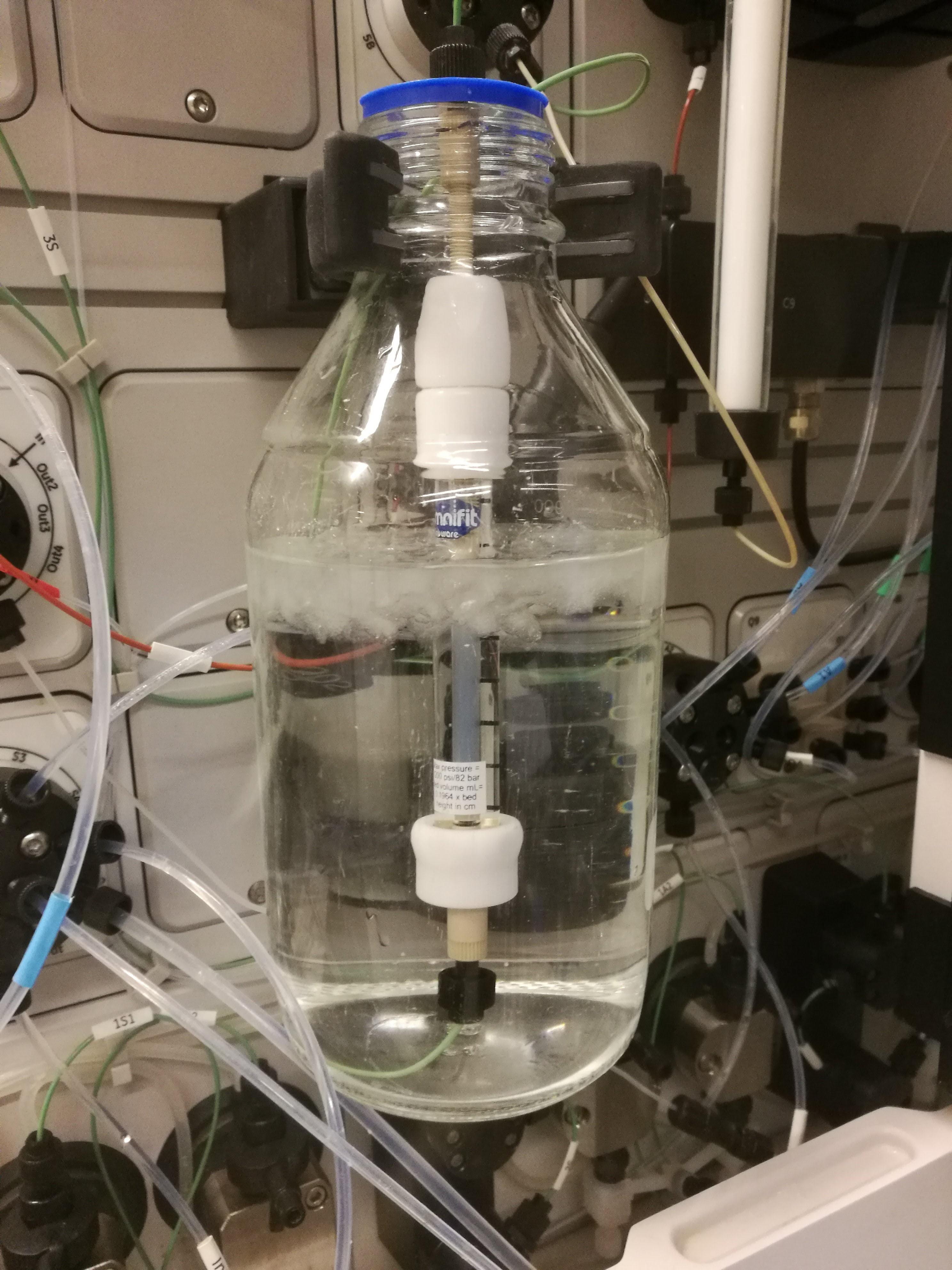

A cromatografia (do grego χρώμα:chroma, cor e γραφειν:"grafein", escrever) é uma técnica analítica que tem por finalidade geral a separação e/ou purificação de misturas. Quando acoplada com detectores de massas ou UV/Vis, a cromatografia fornece informações adicionais sobre a identidade das moléculas. A técnica é utilizada quando há pequenas quantidades de amostra e os componentes da mistura têm diferentes capacidades de se adsorverem em um material suporte. Usando propriedades como solubilidade, tamanho e massa, a cromatografia envolve uma série de processos de separação de misturas. A cromatografia ocorre pela passagem de uma mistura através de duas fases: uma móvel e uma estacionária. A grande variedade de combinações entre a fase móvel e estacionária faz com que a cromatografia tenha várias técnicas diferenciadas. Para o processo de separação de misturas, a mistura passa por duas fases, sendo uma estacionária (fixa, como um material poroso) e outra móvel (como um líquido ou um gás, que ajuda na separação da mistura), sendo que os constituintes dessa mistura interagem com as fases através de forças intermoleculares e iônicas, permitindo a separação. A mistura pode ser separada em várias partes distintas ou ainda ser purificada eliminando-se as substâncias indesejáveis. Para a identificação, compara-se os resultados da análise com outros resultados previamente conhecidos, como por exemplo, tabela de gráficos conhecidos, e através desta comparação, encontra-se as substâncias que pertencem à mistura.
Existem várias classificações quanto à cromatografia, as quatro principais são:
1. Classificação pela forma física do sistema cromatográfico.
2. Classificação pela fase móvel empregada.
3. Classificação pela fase estacionaria utilizada.
4. Classificação pelo modo de separação.

## Teoria da cromatografia
Cromatografia é uma técnica de separação de misturas e identificação de seus componentes. Esta separação depende da diferença entre o comportamento dos analitos entre a fase móvel e a fase estacionária. A interação dos componentes da mistura com estas duas fases é influenciada por diferentes forças intermoleculares, incluindo iônica, polar apolar, e específicos efeitos de afinidade e solubilidade.

## Analogia
Uma analogia que é às vezes útil é a suposição da mistura de abelhas e moscas passando sobre uma flor. As abelhas serão atraídas pela flor e serão separadas das moscas por esta atração. Se observarmos esta passagem sobre a flor, as moscas irão passar antes seguidas pelas abelhas. Nesta analogia, as abelhas e as moscas são os analitos, as flores representariam a fase estacionária e o ar onde as duas espécies passam seria a fase móvel. A chave da separação está na diferença de afinidade entre o analito, a fase móvel e a fase estacionária. O observador seria representado pelo detector usado em uma série de formas de cromatografia. Todavia os valores determinados podem sofrer mudanças.
Pode se ter dois tipos a fase estacionaria e a fase de absorção do procedimento citado.

## História
Foi o botânico russo, Mikhail Semenovich Tswett quem inventou a primeira técnica cromatográfica em 1900 durante suas pesquisas sobre a clorofila. Ele usou uma coluna de absorção líquida contendo carbonato de cálcio para separar pigmentos de folhas de plantas. O método foi descrito em 30 de dezembro de 1901 no 11o Congresso de Médicos e Naturalistas em São Petersburgo. A primeira publicação feita foi em 1903. Ele usou pela primeira vez o termo cromatografia em uma publicação em 1906 no jornal de botânica alemão, Berichte der Deutschen Botanischen Gesellschaft. Em 1907, demonstrou sua cromatografia para a Sociedade Botânica Alemã.
Os pesquisadores britânicos Archer John Porter Martin e Richard Laurence Millington Synge trabalhavam para a Wool Industries Research Association na cidade de Leeds e em 1941 publicaram um artigo intitulado "A New Form of Chromatogram Employing Two Liquid Phases" (Uma Nova Forma de Cromatograma Empregando Duas Fases Líquidas), que serviu como base para a cromatografia amplamente utilizada atualmente, e, devido à "invenção deles de cromatografia de partição" receberam em 1952 o Prêmio Nobel de Química.
O aparato pode ser visualizado como um tubo de partículas de sílica com água na fase estacionária, e um líquido imiscível (clorofórmio) na fase móvel que percorre a coluna. A amostra quando injetada tem as diferentes moléculas sofrendo um caminho diferencial dependendo da afinidade que essas moléculas possam ter com as fases do instrumento, e portanto, sendo detectadas em tempos diferentes. Esse é um ponto no qual o trabalho se diferencia de outros: a separação independe da adsorção das substâncias à fase sólida, mas sim no equilíbrio de partição estabelecido. No artigo, os pesquisadores fizeram a separação de aminoácidos e proteínas hidrolisadas utilizando esse método de cromatografia líquido-líquido ou cromatografia de partição (a amostra fica particionada entre as duas fases líquidas).
A detecção visual, comum à época, poderia ser feita adicionando-se um indicador em uma das fases para substâncias incolores, como, por exemplo, um indicador ácido-base na separação de ácidos (formando bandas coloridas). A teoria generalizada da técnica poderia ser aplicável para uma série de substâncias com isotermas lineares de distribuição (posição na coluna versus tempo de eluição). Foi estabelecido um conceito de altura equivalente a um prato teórico, numa analogia às destilações e extrações fracionadas, e desenvolvido uma metodologia matemática que permite compreender a eficiência da instrumentação devido à maior quantidade de pratos teóricos ou menor altura de prato. A teoria de Martin e Synge traz uma explicação para a concentração do soluto em qualquer ponto da coluna e determina fatores dos quais são responsáveis pela resolução da instrumentação, sendo de vital importância para o desenvolvimento da cromatografia moderna.
O trabalho desses dois pesquisadores foi um marco para a Química Orgânica, em especial, a Química da Vida: as aplicações da metodologia permitem estudos muito melhores na compreensão de substâncias com atividades bioquímicas, farmacológicas e alimentícias, entre outras, e nas próprias palavras de Synge, "quando os efeitos de pequenas moléculas são melhor entendidos, nós devemos ser muito mais aptos a compreender a estrutura de grandes moléculas e qual é a função delas em termos de forças intermoleculares".

## Termos usados na cromatografia
- Analito é a substância a ser analisada posteriormente, após a separação com  o processo de cromatografia.
- Volume de eluição de um soluto é o volume de tampão necessário para eluir a amostra que foi aplicada na fase estacionaria.

## Classificação das técnicas cromatográficas

### De acordo com o sistema cromatográfico
- Em Coluna
  - Cromatografia líquida
  - Cromatografia gasosa
  - Cromatografia supercrítica
- Planar
  - Centrífuga (Chromatotron)
  - Cromatografia em camada delgada (CCD)
  - Cromatografia em papel (CP)

### De acordo com a fase móvel
- Utilização de gás
  - Cromatografia gasosa (CG)
  - Cromatografia gasosa de alta resolução (CGAR)
- Utilização de líquido
  - Cromatografia líquida clássica (CLC)
  - Cromatografia líquida de alta eficiência (CLAE)
- Utilização de gás pressurizado
  - Cromatografia supercrítica (CSC)

### De acordo com a fase estacionária
- Líquida
- Sólida
- Quimicamente ligadas em moléculas polares

### De acordo com o modo de separação
- Por adsorção
- Por partição
- Por troca iônica
- Por afinidade

## Principais técnicas cromatográficas

### Cromatografia deadsorção
Neste processo, o de mais ampla utilização, duas substâncias são ligadas por uma interface onde ocorre solubilização. A fase estacionária é sólida e a fase móvel pode ser líquida ou gasosa. Baseia-se nas atrações eletrostáticas ou dipolares da superfície da fase estacionária pelas moléculas da substância a separar.

### Cromatografia de partição
A fase estacionária é líquida. Este processo é baseado na diferente solubilidade dos componentes da mistura nas duas fases líquidas.

### Cromatografia planar
Na cromatografia planar, também chamada de camada fina, ou TLC ("Thin Layer Chromatography"), a fase estacionária, por exemplo alumina ou sílica, é suportada sobre uma placa plana ou nos poros de um papel. Nesse caso, a fase móvel desloca-se através da fase estacionária, sólida e adsorvente, por ação da capilaridade ou sob a influência da gravidade. Útil em separação de compostos polares. Encontra-se bastante difundida devido à sua facilidade experimental e ao seu baixo custo.

#### Cromatografia em papel (CP)

Fases da Cromatografia em Camada Delgada.

Ou PC, do inglês "paper chromatography". É uma técnica de partição, utiliza dois líquidos, ou misturas de líquidos, um atuando como fase móvel (eluente) e outro, suportado sobre papel, atuando como fase estacionária. Ocorre a retenção das substâncias devido às diferentes afinidades para com as fases estacionária e móvel. Utiliza-se papel normal ou papel de filtro (mais utilizado) como suporte da fase estacionária.
Exemplificando: a mistura é aplicada no papel e mergulhada na mistura das fases líquida e estacionária. A tira de papel de suporte é colocada em um cuba contendo o eluente. Esta fase móvel (solvente) sobe por capilaridade e arrasta a substância pela qual tem mais afinidade, separando-a das substâncias com maior afinidade pela fase estacionária. Como a maioria das substâncias separadas são incolores, utiliza-se um revelador.
As manchas podem ser reveladas por meio de luz UV, vapores de iodo, soluções de cloreto férrico e tiocianoferrato de potássio, fluorescências, radioatividade, etc.

### Cromatografia em coluna

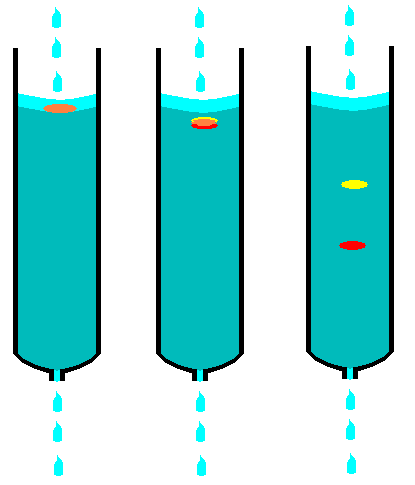
Cromatografia em Coluna.

É a técnica de separação cuja fase estacionária acontece dentro de um tubo. Utiliza-se uma coluna de vidro aberta na parte superior e munida de uma torneira na extremidade inferior, por onde elui  o líquido. Dentro da coluna encontra-se a fase estacionária constituída por um enchimento sólido no caso da cromatografia de adsorção, ou por uma fase líquida no caso da cromatografia de partição. A fase móvel é líquida em ambos os casos.A ordem das substâncias dependerá da sua polaridade.

### Cromatografia de leito móvel
A cromatografia de leito móvel verdadeiro (True moving bed, TMB) é uma forma de transformar a cromatografia de leito fixo num processo contínuo em contracorrente, e desta forma maximizar as taxas de transferência de massa entre fases. Nesta técnica, o absorvente move-se no sentido oposto ao do eluente com uma velocidade compreendida entre as velocidades de migração dos dois componentes.

### Cromatografia por Troca Iônica
A cromatografia iônica (ou cromatografia de troca iônica) é um processo de separação e análise quantitativa de íons (cátions e ânions)  que se ligam eletrostaticamente com base em sua afinidade com a matriz trocadora de íons.
É indicada para moléculas carregadas, incluindo proteínas em condições distantes do seu ponto isoelétrico.
R+A-   + B- ⇆  R+B-  + A-
Sendo R o trocador de íons e A e B os diferentes ânions.
A cromatografia iônica pode ser aniônica (troca de ânions) ou  catiônica (troca de cátions). Em proteínas, a cromatografia de troca catiônica quando estiver carregada positivamente, ou seja em pH menor que seu ponto isoelétrico (PI) e por consequência a fase estará carregada negativamente e vice-versa.
A medida que a coluna vai sendo eluída (lavada) os íons ou proteínas em solução vão sendo transportados  de acordo com a afinidade pela fase estacionária, assim os íons com menor afinidade pelo trocador de íons movem-se mais rapidamente pela coluna. Esse processo pode ser controlado trocando-se o tampão alterando a concentração de sal e/ou pH, também chamado de processo de eluição em gradiente descontínuo.
O sistema possui um detector no final da coluna mede continuamente a condutividade do eluente quantificando os íons de eluição em função do tempo ou ainda absorbância no UV a 280 nm quando amostra contém proteínas. Esses dados são reunidos em um gráfico chamado de cromatograma, no qual a posição de um pico é característica de um íon e o tamanho do pico está relacionada a sua concentração na amostra.
Os trocadores de íons ou resinas usados para a purificação de proteínas são constituídos de materiais específicos como celulose (podendo estar associadas dietlaminoetil – DEAE ou a carboximetil – CM), poliestireno, géis de agarose ou dextrana.